# Harry Strauss
Harry "Pittsburgh Phil" Strauss (28 de julio de 1909 - 12 de junio de 1941) fue un prolífico asesino a sueldo de Murder, Inc. en la década de 1930. Según los informes, mató a más de cien hombres (algunos historiadores estiman el número hasta 500) utilizando una variedad de métodos, que incluyen disparos, apuñalamientos con picahielos, ahogamiento, entierro vivo y estrangulamiento. Strauss nunca llevó un arma en caso de que la policía local lo detuviera por sospecha. Exploraría el lugar de su asesinato en busca de cualquier herramienta que hiciera el trabajo.
La mayoría de sus asociados lo llamaban "Pep". En la década de 1930, estaba cometiendo asaltos, robos y tráfico de drogas. Fue arrestado 18 veces, pero nunca fue condenado hasta que fue declarado culpable del homicidio que lo envió a él y al asesino a sueldo de Murder, Inc. Martin "Bugsy" Goldstein a la silla eléctrica. Después de que el asesino a sueldo Abe "Kid Twist" Reles se convirtiera en informante, Strauss fue arrestado por el asesinato de Irving "Puggy" Feinstein y al menos otros cinco asesinatos conocidos. Strauss trató de evitar la condena fingiendo locura en la sala del tribunal y en el corredor de la muerte. Strauss y Goldstein fueron condenados el 19 de septiembre de 1940 y ejecutados por electrocución utilizando la silla eléctrica de Sing Sing el 12 de junio de 1941.